# Audrey Eagle
Audrey Lily Eagle CNZM, més coneguda com a Audrey Eagle   (Timaru, 30 d'octubre de 1925 - Mosgiel, 27 de novembre de 2022) fou una il·lustradora botànica neozelandesa, el treball de la qual principalment es centrava en arbustos i arbres distintius de Nova Zelanda. Va estar autora i il·lustradora dels dos volums de Eagle's CompleteTrees and Shrubs of New Zealand, realitzant una notable contribució a la botànica de Nova Zelanda.

## Biografia
Audrey Lily Eagle va néixer a la localitat de Timaru, a l'Illa del Sud de Nova Zelanda, però es va traslladar al Regne Unit amb els seus pares quan tenia vuit anys. Dibuixant, va tornar a Nova Zelanda amb el seu marit, Harold, per viure al Waikato l'any 1949. La parella va viure a New Plymouth entre 1984 i 1996.

## Obra
Va començar, l'any 1954, pintant il·lustracions de plantes, per aprendre els seus noms botànics científics (en llatí). Cap a l'any 1968, va començar a planejar un llibre amb exemples de cada gènere d'arbre i arbust a Nova Zelanda. L'any 1975, després de més de vint anys de treball, va publicar Eagle's Trees and Shrubs of New Zealand in Colour ("Arbres i arbustos de Nova Zelanda a color d'Eagle"). El llibre conté il·lustracions de 228 espècies, tot pintat del natural viu, reproduït en 1:1, amb meticuloses notes d'identificació, distribució i font del material il·lustrat.
L'any 1982, publicà un segon llibre, il·lustrant més de 405 espècies i varietats. Tots dos llibres van ser revisats per l'autora, l'any 1986, per actualitzar la nomenclatura. Així i tot, arran d'estudis profunds botànics taxonòmics, va ser necessària una altra revisió. L'any 2006, l'editorial Te Papa Press va publicar l'edició en dos volums, incorporant les il·lustracions anteriors, juntament amb noves 173 pintures, sota el títol Eagle's Complete Trees and Shrubs of New Zealand ("Arbustos i Arbres de Nova Zelanda Complets d'Eagle").

### Altres publicacions
- 2013. The Essential Audrey Eagle: Botanical Art of New Zealand, va il·lustrar Audrey Lily Eagle, va contribuir-hi P.J. Brownsey, ed. il·lustrada, reimpresa, revisada. Publicada per Independent Publishing Group, 232 p., ISBN 9781877385902.
- 1978. Eagle's 100 Trees of New Zealand: Companion Volume to Eagle's 100 Shrubs & Climbers of New Zealand: Botanical Paintings & Notes, ed. il·lustrada, reimpresa. Publicada per Collins, 159 p., ISBN 9780002169332.

## Premis
- L'any 1986 va ser guardonada amb la preuada Loader Cup per la seva "contribució significativa a la causa de la conservació a Nova Zelanda".[3]
- Li fou atorgada l'Ordre del Mèrit de Nova Zelanda en Honors d'Aniversaris de 2001 a la Reina, per serveis a l'art botànic.
- 2007: l'edició de 2 volums de: Eagle's 100 Trees of New Zealand: Companion Volume to Eagle's 100 Shrubs & Climbers of New Zealand va guanyar la Medalla Montana per no-ficció i el premi d'Elecció dels Llibreters.
- La Universitat d'Otago li va conferir un doctorat honorari de ciència a Dunedin en una cerimònia de graduació el 4 de maig de 2013.[4]